# Миллер (округ, Арканзас)
Ми́ллер (англ. Miller County) — округ, расположенный в штате Арканзас, США с населением в 40 443 человек по статистическим данным переписи 2000 года. Столица округа находится в городе Тексаркана.
Округ Миллер был образован 1 апреля 1820 года, став шестым по счёту округом Арканзаса и получив своё название по имени первого губернатора Территории Арканзас Джеймса Миллера. Кроме того, округ Миллер стал первым округом, сформированным на площади Территории Арканзас, поскольку предыдущие пять округов (Арканзас, Лоуренс, Кларк, Хемпстэд и Пьюласки) формировались на землях Территории Миссури.
В 1838 год округ был расформирован, а в декабре 1874 года вновь образован из территории соседнего округа Лафайетт.
Несмотря на свою территориальную близость к штату Техас, жители которого освобождены от уплаты подоходного налога, население округа Миллер облагается личным подоходным налогом в случае своего проживания в пределах городской черты столицы округа Тексарканы.
В штате Арканзас только два округа, Миллер и Литл-Ривер, имеют границы с соседними округами штата, проходящими только по водным пространствам.

## География
По данным Бюро переписи населения США округ Миллер имеет общую площадь в 1650 квадратных километров, из которых 1616 кв. километров занимает земля и 36 кв. километров — вода. Площадь водных ресурсов округа составляет 2,12 % от всей его площади.

### Соседние округа
- Литл-Ривер — север
- Хемпстед — северо-восток
- Лафейетт — восток
- Божер, штат Луизиана — юго-восток
- Каддо, штат Луизиана — юг
- Касс, штат Техас — юго-запад
- Боуи, штат Техас — запад

## Демография

Диаграмма распределения населения округа по возрастным диапазонам. Данные переписи населения 2000 года

По данным переписи населения 2000 года в округе Миллер проживало 40 443 человек, 11 086 семей, насчитывалось 15 637 домашних хозяйств и 17 727 жилых домов. Средняя плотность населения составляла 25 человек на один квадратный километр. Расовый состав округа по данным переписи распределился следующим образом: 74,02 % белых, 22,99 % чёрных или афроамериканцев, 0,63 % коренных американцев, 0,37 % азиатов, 0,02 % выходцев с тихоокеанских островов, 1,43 % смешанных рас, 0,54 % — других народностей. Испано- и латиноамериканцы составили 1,58 % от всех жителей округа.
Из 15 637 домашних хозяйств в 34,00 % — воспитывали детей в возрасте до 18 лет, 50,90 % представляли собой совместно проживающие супружеские пары, в 16,00 % семей женщины проживали без мужей, 29,10 % не имели семей. 25,60 % от общего числа семей на момент переписи жили самостоятельно, при этом 10,70 % составили одинокие пожилые люди в возрасте 65 лет и старше. Средний размер домашнего хозяйства составил 2,52 человек, а средний размер семьи — 3,02 человек.
Население округа по возрастному диапазону по данным переписи 2000 года распределилось следующим образом: 26,50 % — жители младше 18 лет, 9,70 % — между 18 и 24 годами, 28,60 % — от 25 до 44 лет, 22,10 % — от 45 до 64 лет и 13,10 % — в возрасте 65 лет и старше. Средний возраст жителей округа составил 35 лет. На каждые 100 женщин в округе приходилось 95,00 мужчин, при этом на каждых сто женщин 18 лет и старше приходилось 90,10 мужчин также старше 18 лет.
Средний доход на одно домашнее хозяйство в округе составил 30 951 долларов США, а средний доход на одну семью в округе — 36 665 долларов. При этом мужчины имели средний доход в 33 080 долларов США в год против 21 376 долларов США среднегодового дохода у женщин. Доход на душу населения в округе составил 16 444 долларов США в год. 15,40 % от всего числа семей в округе и 19,30 % от всей численности населения находилось на момент переписи населения за чертой бедности, при этом 27,90 % из них были моложе 18 лет и 16,50 % — в возрасте 65 лет и старше.

## Главные автодороги
- I-30
- US 59
- US 67
- US 71
- US 82
- AR 134
- AR 160
- AR 245
- AR 549

## Населённые пункты
- Додридж — немуниципальный
- Гарленд
- Дженоа — немуниципальный
- Тексаркана
- Фаук